# توم ماكميلين
توم ماكميلين (بالإنجليزية: Tom McMillen)‏ مواليد 26 مايو 1952 في إلميرا، هو لاعب كرة سلة أمريكي سابق. شارك في دورة الألعاب الأولمبية الصيفية سنة 1972. أحرز خلال مسيرته في الإن بي إيه 5914 نقطة بمعدل 8.1 نقاط في المباراة الواحدة.

## الميداليات
| الميدالية | المسابقة                       |
| --------- | ------------------------------ |
| فضية      | الألعاب الأولمبية الصيفية 1972 |

## روابط خارجية
- توم ماكميلين على موقع الاتحاد الدولي لكرة السلة (الإنجليزية)
- توم ماكميلين على موقع إن بي أي (الإنجليزية)
- توم ماكميلين على موقع سبورتس رفرنس (الإنجليزية)
- توم ماكميلين على موقع كلية كرة السلة في سبورتس رفرنس.كوم (الإنجليزية)
- توم ماكميلين على موقع ريلجم (الإنجليزية)
- توم ماكميلين على موقع بروبوليرز (الإنجليزية)
- توم ماكميلين على موقع قاعة المشاهير الجامعة الوطنية لكرة السلة (الإنجليزية)
- توم ماكميلين على موقع سبورتس رفرنس (الإنجليزية)
- توم ماكميلين على موقع أوليمبيديا (الإنجليزية)